# Sydney City SC
Sydney City SC är en fotbollsklubb från Sydney i Australien. Spelar numera i New South Wales Conference League South som är fjärdedivisionen i seriesystemet i den australiensiska delstaten New South Wales. Klubben spelade mellan 1977 och 1986 i den numera nerlagda australiensiska proffsligan National Soccer League (NSL). Klubben vann under de åren NSL fyra gånger vilket endast ytterligare två andra klubbar klarade av, nämligen Marconi Stallions FC och South Melbourne FC.